# Ольховское сельское поселение (Ухоловский район)
Ольхо́вское се́льское поселе́ние — муниципальное образование в Ухоловском районе Рязанской области России, административный центр село Ольхи.

## Население
| 2010  | 2011  | 2012  | 2013  | 2014  | 2015  | 2016  |
| ----- | ----- | ----- | ----- | ----- | ----- | ----- |
| 1308  | ↘794  | ↗1316 | ↗1334 | ↗1345 | ↗1352 | ↘1351 |
| 2017  | 2018  | 2019  | 2020  | 2021  |       |       |
| ↗1377 | ↘1340 | ↘1299 | ↘1283 | ↗1346 |       |       |

## История
Сельское поселение образовано в ходе муниципальной реформы 2006 года путём объединения Ольховского, Покровского, Соловачёвского и Ясеновского сельских округов.

## Административное устройство
Административное устройство сельского поселения определяются законом Рязанской области от 07.10.2004 № 99-ОЗ.
Границы сельского поселения определяются законом Рязанской области от 11.11.2008 № 166-ОЗ.
В состав сельского поселения входят 16 населённых пунктов
| №  | Населённый пункт     | Тип населённого пункта       | Население |
| -- | -------------------- | ---------------------------- | --------- |
| 1  | Березники            | посёлок                      | 0         |
| 2  | Борисовка            | деревня                      | ↘6        |
| 3  | Веревкин Хутор       | посёлок                      | 12        |
| 4  | Клинок               | деревня                      | 10        |
| 5  | Корбашовские Выселки | посёлок                      | 2         |
| 6  | Куприно              | посёлок                      | 0         |
| 7  | Ольхи                | село, административный центр | ↘367      |
| 8  | Ольховские Выселки   | посёлок                      | 0         |
| 9  | Покровское           | село                         | ↘562      |
| 10 | Свобода              | посёлок                      | 0         |
| 11 | Свободный            | посёлок                      | 0         |
| 12 | Смирновка            | посёлок                      | 0         |
| 13 | Соловачево           | деревня                      | ↘76       |
| 14 | Щурово               | деревня                      | 9         |
| 15 | Ялта                 | посёлок                      | 0         |
| 16 | Ясенок               | село                         | ↘264      |

## Местное самоуправление
Главы сельского поселения
- Калякина Светлана Ивановна

Администрация сельского поселения
Адрес: 391922, Рязанская область, Ухоловский район, с. Ольхи, ул. Новоселов, д. 3